# Ново-Ленин
Ново-Ленин (бел. Новае Леніна) — деревня в Ленинском сельсовете Житковичского района Гомельской области Белоруссии.
Кругом лес.

## География

### Расположение
В 32 км на северо-запад от Житковичей, 13 км от железнодорожной станции Микашевичи (на линии Лунинец — Калинковичи), 265 км от Гомеля.

## Транспортная сеть
Транспортные связи по просёлочной, затем автомобильной дороге Лунинец — Калинковичи. Планировка состоит из дугообразной меридиональной улицы, неплотно застроенной деревянными усадьбами.

## История
Основана в начале XX века переселенцами из деревни Ленин. Во время Великой Отечественной войны в феврале 1943 года оккупанты полностью сожгли деревню и убили 7 жителей. 14 жителей погибли на фронтах. Согласно переписи 1959 года в составе совхоза «Ленинский» (центр — деревня Ленин).

## Население

### Численность
- 2004 год — 24 хозяйства, 40 жителей.

### Динамика
- 1925 год — 16 дворов.
- 1940 год — 33 двора, 154 жителя.
- 1959 год — 106 жителей (согласно переписи).
- 2004 год — 24 хозяйства, 40 жителей.